# Hypsibius biscuitiformis
Hypsibius biscuitiformis är en djurart som tillhör fylumet trögkrypare, och som beskrevs av Bartos 1960. Hypsibius biscuitiformis ingår i släktet Hypsibius och familjen Hypsibiidae. Inga underarter finns listade i Catalogue of Life.